# 1959-es magyar férfi vízilabda-bajnokság (első osztály)
Az 1959-es magyar férfi vízilabda-bajnokság az ötvenharmadik magyar vízilabda-bajnokság volt. A bajnokságban tíz csapat indult el, a csapatok két kört játszottak.
Az Eger SE új neve Egri SC lett.

## Tabella
| #   | Csapat              | M  | Gy | D | V  | G+ | G-  | P  |
| --- | ------------------- | -- | -- | - | -- | -- | --- | -- |
| 1.  | Szolnoki Dózsa      | 18 | 15 | 2 | 1  | 84 | 39  | 32 |
| 2.  | Újpesti Dózsa       | 18 | 15 | 2 | 1  | 79 | 43  | 32 |
| 3.  | Bp. Honvéd          | 18 | 11 | 3 | 4  | 66 | 48  | 25 |
| 4.  | BVSC                | 18 | 9  | 3 | 6  | 87 | 74  | 21 |
| 5.  | Ferencvárosi TC     | 18 | 4  | 9 | 5  | 53 | 60  | 17 |
| 6.  | Újpesti Tungsram TE | 18 | 5  | 4 | 9  | 58 | 77  | 14 |
| 7.  | Vasas SC            | 18 | 4  | 5 | 9  | 77 | 82  | 13 |
| 8.  | Bp. Spartacus       | 18 | 3  | 6 | 9  | 56 | 69  | 12 |
| 9.  | Egri SC             | 18 | 3  | 3 | 12 | 78 | 100 | 9  |
| 10. | Bp. Vörös Meteor    | 18 | 1  | 3 | 14 | 42 | 88  | 5  |

* M: Mérkőzés Gy: Győzelem D: Döntetlen V: Vereség G+: Dobott gól G-: Kapott gól P: Pont

## Játékoskeretek
| Szolnoki Dózsa    | Újpesti Dózsa     | Bp. Honvéd    | BVSC             | Ferencvárosi TC   |
| ----------------- | ----------------- | ------------- | ---------------- | ----------------- |
| Boros Ottó        | Lukász Marcell    | Jeney László  | Kemény Ferenc    | Ambrus Miklós     |
| Brinza István     | Mayer Mihály      | Hevesi István | Molnár Róbert    | Wolf Károly       |
| Hegmann György    | Kusztos András    | Babina Lajos  | Katona András    | Rázga Tamás       |
| Pintér István     | Varga Gábor       | Gallov Rezső  | Felkai Ferenc    | Felkai II. László |
| Koncz István      | Splis Sándor      | Váczi József  | Konrád II. János | Kiss Egon         |
| Hasznos István    | Dömötör Zoltán    | Vedlik Lajos  | Csillag Gábor    | Tóth Gyula        |
| Kanizsa Tivadar   | Sóti Zsolt        | Németh István | Konrád Sándor    | Kárpáti György    |
| Kuczora Ferenc    | Károlyi Tibor     | Magony Géza   | Füzesi Béla      | Haraszti Béla     |
| Kelemen József    | Minarovics Sándor | Kökény József | Ajkai László     | Pál Sándor        |
| edző: Goór István | Pataki Imre       | Brandi Jenő   | Laky Károly      | Földes László     |

| Újpesti Tungsram TE | Vasas            | Bp. Spartacus   | Egri Dózsa      | Bp. Vörös Meteor |
| ------------------- | ---------------- | --------------- | --------------- | ---------------- |
| Mahos Géza          | Kunos Gyula      | Ferenczi László | Denk János      | Hohl Ferenc      |
| Dancsa István       | Potyondi Lajos   | Krajner Béla    | Pócsik Dénes    | Czigány Imre     |
| Ipacs György        | Kunsági György   | Kiss Attila     | Tassy László    | Zimányi Tamás    |
| Mohácsi Attila      | Markovits Kálmán | Kádár György    | Frank Oszkár    | Rusorán Péter    |
| Horváth József      | Kiss László      | Lepies György   | Fodor Róbert    | Varga Ferenc     |
| Takács István       | Vitáris István   | Novák András    | Utassy Sándor   | Martin György    |
| Köröshegyi Béla     | Gera Sándor      | Buda Ákos       | Bodnár András   | Makora Gábor     |
| Szikora Imre        | Lukász Tamás     | Kászonyi László | Halmos Péter    |                  |
| Janoczky József     | Szalay János     | Berger Róbert   | Bolya László    |                  |
| edző: Bozsi Mihály  | Szívós István    | Szittya Károly  | Baranyai György | Patyi György     |